# كيلسي فولر
كيلسي فولر (بالإنجليزية: Kelsey Fowler)‏ هي ممثلة أمريكية، ولدت في 6 سبتمبر 1996 في مانهاتن في الولايات المتحدة.

## وصلات خارجية
- الموقع الرسمي
- كيلسي فولر على موقع IMDb (الإنجليزية)
- كيلسي فولر على موقع قاعدة بيانات برودواي على الإنترنت (الإنجليزية)
- كيلسي فولر على موقع قاعدة بيانات الفيلم (الإنجليزية)